# ハウ・ドゥ・アイ・リヴ
「ハウ・ドゥ・アイ・イヴ」（原題：How Do I Live）は、アメリカ合衆国のソングライターであるダイアン・ウォーレンが1997年に書いた曲。この曲は、最初にリアン・ライムスが歌うバージョンが発売され、続いてすぐにトリーシャ・イヤウッドが歌うバージョンが発売された。
この曲は元々1997年のアクション映画『コン・エアー』のサウンドトラックのシングルとして発売される予定だった。ダイアン・ウォーレンはカントリー歌手のリアン・ライムスのためにこの曲を制作した。しかし、映画プロデューサーは、リアン・ライムスのバージョンはポップ感が不足していると判断し、ウォーレンへ再録音するよう要請した。ウォーレンは、カントリー歌手のトリーシャ・イヤウッドを選び、彼女のカントリーポップ・バージョンは1997年5月27日に公開された映画内に登場した。リアン・ライムスがシングルの発売をした後、すぐにトリーシャ・イヤウッドも自分のバージョンのシングルを発売した。なお、どちらのバージョンも『コン・エアー』のサウンドトラックに、トレヴァー・ラビンとマーク・マンシーナによる劇伴と共に収録されている。
リアン・ライムスのバージョンは全英シングルチャートでは最高7位止まりだったにもかかわらず、34週もの間チャートに滞在し、1998年の年間チャートで6位を記録した。アメリカでは、Billboard Hot 100に69週間チャートに滞在し、その記録は11年後となる2009年にジェイソン・ムラーズの「アイム・ユアーズ」が抜くまでは最長記録だった。また、Top 25 Country Singles Sales Chart には1997年6月21日にチャートインして以後、2003年2月まで計291週（5年半）もの滞在記録をつくった。
「ハウ・ドゥ・アイ・イヴ」は台湾の音楽ユニットであるF.I.R.（フェイ＆リアル　フィーチャリング　リアン・ライムス）にカバーされ、2006年に発売された彼らの3rdアルバム『飛行部落』に収録されている。
リアン・ライムスのバージョンは、2008年にビルボードが発表したBillboard All Time Top 100（50年間総合チャート）で4位にランクインしている。アメリカで350万枚以上のフィジカル・シングルを売り上げ、RIAAからトリプル・プラチナの認定を受けている。12年後にテイラー・スウィフトが「ラブストーリー」でRIAAから8プラチナの認定を受けるまで、アメリカで最も売れたカントリーシングルだった。

## チャート
リアン・ライムスとトリーシャ・イヤウッドの両方のバージョンは、アメリカのBillboard Hot 100へともに1997年6月14日にチャートデビューした。リアン・ライムスのバージョンは最高2位まで上昇し、2009年にジェイソン・ムラーズの「アイム・ユアーズ」に抜かれるまで最長となる69週もの間チャートに滞在した。なお、Top 10に32週間滞在し、Top 50には58週間、そして全英シングルチャートには34週間滞在した。トリーシャ・イヤウッドのバージョンは、アルバムの販売を促進するためシングルは30万枚しか出荷しなかったため、23位までしか上昇しなかった。シングルは完売し、Hot 100には12週間滞在した。トリーシャ・イヤウッドのシングルは、カントリーのチャートで最高2位を記録した。
リアン・ライムスのバージョンは、アダルト・コンテンポラリ・チャートで11週間1位を記録した 。
オーストラリアのARIAチャートではリアン・ライムスのバージョンは最高17位に対し、トリーシャ・イヤウッドのバージョンは最高2位まで上昇した。

## リアン・ライムスのバージョン
| チャート（1997/1998年）           | 最高位 |
| --------------------------------- | ------ |
| Australian Singles Chart          | 17     |
| Austrian Singles Chart            | 24     |
| Canadian Singles Chart            | 19     |
| Canadian Top Country Songs        | 82     |
| Canadian Adult Contemporary       | 13     |
| Dutch Singles Chart               | 5      |
| Eurochart Hot 100 Singles         | 16     |
| German Singles Chart              | 41     |
| Irish Singles Chart               | 14     |
| Norwegian Singles Chart           | 4      |
| Swiss Singles Chart               | 24     |
| UK Singles Chart                  | 7      |
| U.S. Billboard Hot 100            | 2      |
| U.S. Billboard Hot Country Songs  | 43     |
| U.S. Billboard Adult Contemporary | 1      |

| チャート               | 順位 |
| ---------------------- | ---- |
| U.S. Billboard Hot 100 | 4    |

| チャート（1990年代）   | 順位 |
| ---------------------- | ---- |
| U.S. Billboard Hot 100 | 12   |

| 年間チャート（1997年）    | 順位 |
| ------------------------- | ---- |
| U.S. Billboard Hot 100    | 9    |
| 年間チャート（1998年）    | 順位 |
| Dutch Singles Chart       | 13   |
| Eurochart Hot 100 Singles | 72   |
| UK Singles Chart          | 6    |
| U.S. Billboard Hot 100    | 5    |

## トリーシャ・イヤウッドのバージョン
| チャート（1997年）               | 最高位 |
| -------------------------------- | ------ |
| Australian Singles Chart         | 3      |
| UK Singles Chart                 | 66     |
| U.S. Billboard Hot 100           | 23     |
| U.S. Billboard Hot Country Songs | 2      |
| Canadian Adult Contemporary      | 28     |
| Canadian Country Songs           | 1      |

| 年間チャート（1997年）   | 順位 |
| ------------------------ | ---- |
| Australian Singles Chart | 12   |

## 受賞
1998年、グラミー賞は初めて同じカテゴリで同じ曲で2人のアーティストをノミネートした。リアン・ライムスがこの曲を演奏した後、トリーシャ・イヤウッドが最優秀女性カントリー・ボーカル賞を受賞した。トリーシャ・イヤウッドはカントリーミュージック協会の1997年のFemale Vocalist of the Year と、アカデミー・オブ・カントリーミュージックの1997年のTop Female Vocalist も受賞した。このシングルはアカデミー歌曲賞にもノミネートされたが、受賞したのは「マイ・ハート・ウィル・ゴー・オン」だった。この曲は第18回ゴールデンラズベリー賞の最低主題歌賞にもノミネートされた。